# Preben Olsen
Preben Olsen (født 25. august 1943) er en tidligere dansk atlet medlem af Haderslev IF. Han var danske mesterskaber i femkamp 1964 med 2835 point og tikamp 1965, hvor han med 6720 point slog Svend Aage Thomsens 23 år gamle danske rekord med 13 point, samme år blev han også blev nummer tre ved DM i hammerkast med et kast på 53,69.

## Danske mesterskaber
- Sølv 1965 Femkamp 3121p
- Guld 1965 Tikamp 6720p
- Bronze 1965 Hammerkast 53,69
- Guld 1964 Femkamp 2835p

## Dansk rekord
- Tikamp 6720p Haderslev 28-29. august 1965 (serie: 11.2-6.43-12.94-1.70-52.o/16.4-42.80-3.60-54.17-4.52.6)